# Fuerza muscular
La fuerza muscular es  un músculo o un grupo de músculos que ejercen tensión contra una carga durante la contracción muscular.
La fuerza es la capacidad más influyente desde el punto de vista deportivo. Todos los gestos deportivos tienen como condición la fuerza para su efectividad, acompañada lógicamente del porcentaje
de las demás capacidades físicas, así como de la técnica correcta del gesto.

## Tipos de fuerzas
La cualidad por la que el músculo es capaz de vencer o mantener una resistencia se llama fuerza. Esta resistencia puede ser máxima, media o baja, media o alta velocidad, y a la vez este esfuerzo puede ser mantenido durante muy breve, medio o largo espacio de tiempo. Dependiendo de estas condicionantes se puede hablar de diferentes tipos de fuerza.
Fuerza máxima: es la fuerza más alta que puede efectuar el sistema neuromuscular en una contracción máxima.
- Resistencia máxima.
- Duración del movimiento mínimo.
- Velocidad baja.

 Fuerza explosiva: es la cualidad que permite a un músculo o grupo muscular producir un trabajo físico de forma explosiva; a esta cualidad también se la conoce con el nombre de vigor
- Resistencia media-alta.
- Velocidad alta-máxima.
- Poca duración.

Fuerza resistencia: es la capacidad de aguante de un determinado grupo muscular cuando se realiza un esfuerzo constante y largo de fuerza.
- Resistencia media.
- Velocidad media-alta.
- Larga duración.

## Contracción muscular
El esfuerzo se puede realizar de varias formas.
- Contracción isotónica: se produce cuando se varia la longitud del músculo, acortándolo o alargándolo.
  - Concéntrica: Se produce cuando un músculo desarrolla una tensión suficiente para superar una resistencia, de forma tal que este se acorta y moviliza una parte del cuerpo venciendo dicha resistencia.  Decimos que cuando los puntos de inserción de un músculo se acercan la contracción que se produce la denominamos “concéntrica”. Un ejemplo podría ser la contracción concéntrica del bíceps braquial al llevar un vaso de agua a la boca.
  - Excéntrica: Cuando una resistencia aplicada es mayor que la tensión producida por un músculo determinado, éste se alarga; es decir, el músculo desarrolla tensión alargando su longitud. En este caso podemos decir que cuando los puntos de inserción de un músculo se alargan se producen una contracción excéntrica. En la línea del anterior ejemplo se produciría la contracción excéntrica al llevar el vaso de la boca a la mesa. También se puede entender el entrenamiento excéntrico como aquel en el que se realizan movimientos a favor de la gravedad.

Sirven para frenar movimientos (correr cuesta abajo, pararse, cambiar de ritmo…) y son causa frecuente de lesiones musculares y tendinosas por la falta de readaptación del deportista a este gesto. Por lo tanto y según varios estudios, los ejercicios excéntricos ayudan a prevenir mejor que los concéntricos este tipo de patologías, además de tolerar mayores intensidades.
- Isométrica: El músculo permanece estático sin acortamiento ni alargamiento de las fibras musculares pero genera tensión. Un ejemplo sería sujetar a un chico en brazos, estos no se mueven pero generan tensión para evitar que se caiga.

## Acción de los músculos
Hay tres tipos:
- Agonistas: son los que se contraen para producir la fuerza necesaria para conseguir el movimiento. Estos realizan el acto motor de manera directa.
- Antagonistas: son músculos que facilitan la realización del acto motor. Mientras que en un movimiento los agonistas se contraen activamente de forma concéntrica, estos se distienden activamente efectuando una contracción excéntrica.
- Sinergistas: hay quien dice que son músculos colaboradores de los agonistas en su acción motora proporcionándoles una ayuda adicional, y otros dicen que fijan y estabilizan las articulaciones situadas por encima de la zona de movilidad con el fin de hacer más seguro y preciso el movimiento.

## Exploración semiológica
Existen distintas formas de evaluar semiológicamente la fuerza muscular:
- Ofrecer resistencia a los movimientos que realizan cada uno de los segmentos de los miembros del paciente.[4]
- Maniobra de Mingazzini: se elevan ambos miembros del paciente mientras está en decúbito dorsal. Normalmente puede mantener ambos miembros elevados, pero si un miembro cae lentamente puede tratarse de paresia, si cae pesadamente puede ser parálisis.[4]

- Maniobra de Barré: paciente se encuentra decúbito ventral y con flexión a nivel de las rodillas, y si trata de mantener esta posición por cierto tiempo puede caer uno de los miembros por paresia.[4]
- La fuerza muscular se puede valorar con más detalle a través de distintos grados solicitando al paciente realizar el esfuerzo máximo al músculo o grupo muscular que se estés examinando, siendo importante aislar los músculos en la medida de lo posible (mantener la extremidad de forma que sólo los músculos de interés se activen).[5]
  - Grado 0: sin movimiento
  - Grado 1: indicios leves o aislados de contracción, pero sin movimiento concomitante en alguna articulación
  - Grado 2: mueve el miembro si se elimina la fuerza de gravedad
  - Grado 3: mueve el miembro contra la gravedad, pero no contra la resistencia
  - Grado 4-: movimiento contra un grado pequeño de resistencia
  - Grado 4: movimiento contra resistencia moderada
  - Grado 4+: movimiento contra resistencia intensa
  - Grado 5: fuerza muscular completa